# 9.ª Divisão Panzer SS Hohenstaufen

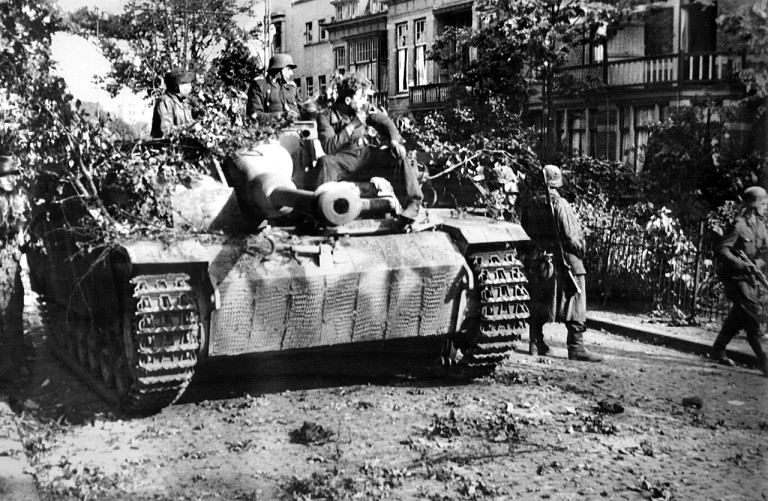
Um StuG-III da 9ª Divisão SS Hohenstaufen.

A 9ª Divisão Panzer SS Hohenstaufen foi uma divisão da Waffen-SS criada a partir de uma ordem dada por Adolf Hitler no início de 1942, tendo recebido o título de Hohenstaufen mais tarde, em 1943, título este que era uma homenagem a uma das famílias nobres da Alemanha. Juntamente com esta unidade também foi formada a 10.ª Divisão Panzer SS Frundsberg que assim como a Hohenstaufen, também recebeu um título nobre, o de Frundsberg, sendo considerada uma unidade gêmea da Hohenstaufen.
Quando estas duas unidades foram criadas receberam a denominação de Panzergrenadier (infantaria motorizada), sendo após transformadas em Divisões Panzer (Blindadas).

## Linhagem
| SS-Panzergrenadier-Division 9               | (Fevereiro de 1943 - Março de 1943) |
| SS-Panzergrenadier-Division 9 Hohenstaufen  | (Março de 1943 - Outubro de 1943)   |
| 9. SS-Panzergrenadier-Division Hohenstaufen | (Outubro de 1943 - Maio de 1945)    |

## Comandantes
| Comandante                            | Data                                            |
| ------------------------------------- | ----------------------------------------------- |
| SS-Obergruppenführer Wilhelm Bittrich | (15 de Fevereiro de 1943 - 29 de Junho de 1944) |
| SS-Oberführer Thomas Müller           | (29 de Junho de 1944 - 10 de Julho de 1944)     |
| SS-Brigadeführer Sylvester Stadler    | (10 de Julho de 1944 - 31 de Julho de 1944)     |
| SS-Oberführer Friedrich-Wilhelm Bock  | (31 de Julho de 1944 - 29 de Agosto de 1944)    |
| SS-Standartenführer Walter Harzer     | (29 de Agosto de 1944 - 10 de Outubro de 1944)  |
| SS-Brigadeführer Sylvester Stadler    | (10 de Outubro de 1944 - 8 de Maio de 1945)     |

## Chief of Staff
| SS-Sturmbannführer Baldur Keller     | (8 de Janeiro de 1943 - ? Junho de 1943) |
| SS-Obersturmbannführer Walter Harzer | (? Junho de 1943 - ? Novembro de 1944)   |
| SS-Sturmbannführer Emil Stürzbecher  | (? Novembro de 1944 - ? Maio de 1945)    |

## Quartermaster
| SS-Sturmbannführer Berhard Hofmann     | (1 de Fevereiro de 1943 - 1 de Julho de 1944)                                                         |
| SS-Hauptsturmführer Walther Jens       | (1 de Agosto de 1944 - ? 1944)                                                                        |
| SS-Hauptsturmführer Walter Uhlmann     | (? Dezembro de 1944 - ? Fevereiro de 1945) (* 14. Juni 1904 in Leipzig; † 11. Juni 1991 in Frankfurt) |
| SS-Hauptsturmführer Walter Heininghaus | (1 de Março de 1945 - ? Maio de 1945)                                                                 |

## Área de operações
| França                     | (Fevereiro de 1943 - Março de 1944)   |
| Frente Oriental, Setor Sul | (Março de 1944 - Abril de 1944)       |
| França                     | (Abril de 1944 - Agosto de 1944)      |
| Bélgica e Países Baixos    | (Agosto de 1944 - Outubro de 1944)    |
| Alemanha Ocidental         | (Outubro de 1944 - Dezembro de 1944)  |
| Ardenas                    | (Dezembro de 1944 - Janeiro de 1945)  |
| Alemanha Ocidental         | (Janeiro de 1945 - Fevereiro de 1945) |
| Hungria                    | (Fevereiro de 1945 - Março de 1945)   |
| Áustria                    | (Março de 1945 - Maio de 1945)        |

## Pessoal
| Dezembro de 1943 | 19.611 |
| Junho de 1944    | 15.898 |
| Dezembro de 1944 | 19.000 |

## Recrutamento

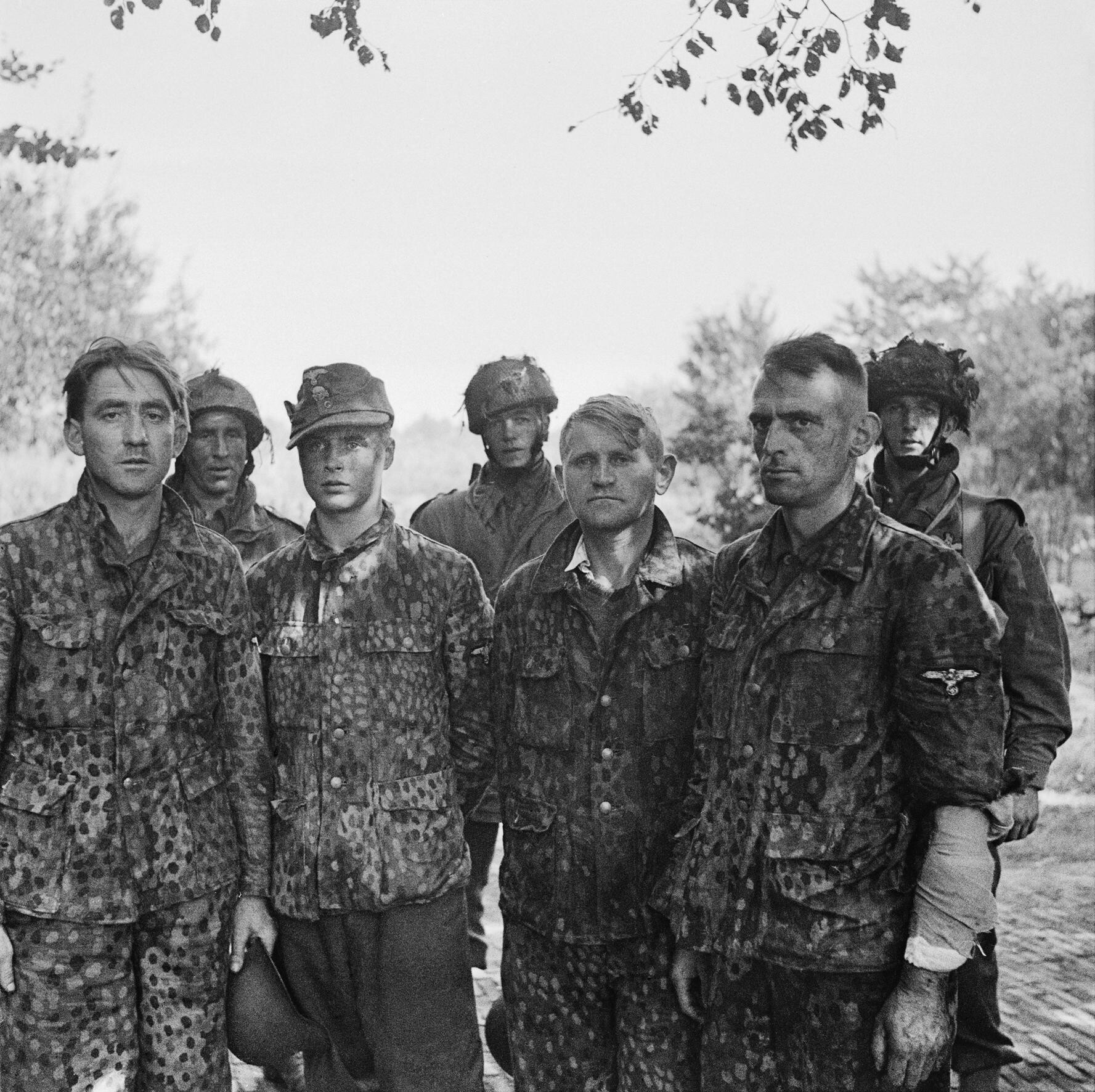
Soldados alemães da 9ª Divisão Panzer da SS feitos prisioneiros pelos britânicos em Arnhem.

Estas unidades foram criadas pelo fato de existir um grande número de voluntários à disposição: até as grandes perdas causadas na Frente Oriental, havia recrutas de todas as idades, desde jovens que recém haviam atingido os 18 anos, até os adultos. Mas a maioria era composta de jovens de 18 anos de idade, que representavam 70% do total de voluntários que vinham da RAD (Reichsarbeitsdienst - Serviço Nacional de Trabalho).
A RAD era uma parte do NSDAP, e todo jovem que nela entrava passava por três meses de trabalho onde aprendia a disciplina militar. Alguns destes jovens trabalhavam em fazendas, enquanto que outros trabalhavam na cidade, onde auxiliavam em projetos municipais. Estas condições davam aos jovens um valioso treino pré-militar, já que apesar da RAD ser uma entidade de trabalho, tinha como principal objetivo formar jovens para servir nas forças armadas.
Os requisitos básicos para entrar nas forças da Waffen-SS eram ter entre 17 e 22 anos de idade, ter mais de 1,68 m de altura (esta era a altura de Himmler), não ter nenhum antecedente criminal e provar a ascendência ariana pura desde 1800 para os recrutas e 1750 para os oficiais.
Os primeiros soldados da Divisão eram provenientes da Leibstandarte-SS Adolf Hitler em Berlim-Lichterfelde no mês de Janeiro de 1943 que era constituído basicamente por unidades de treinamento e o pessoal do Staff. Para colocar a unidade na ativa o mais rápido possível, foram retirados soldados experientes da Leibstandarte para treinar os novos recrutas que vinham da Alemanha e da Hungria.

## Treinamento
Os novos recrutas recebiam três semanas de treinamentos básicos e os três itens que a Waffen-SS passava aos seus recrutas era uma boa forma física, um treinamento forte e perícia em armas. Estes itens eram passados com uma rígida disciplina e obediência cega. Para produzir os soldados de elite, os treinamentos estavam focados nas ações dos campos de batalha tais como técnicas de camuflagem e habilidades para se locomover em território inimigo.
Já em Fevereiro de 1943 se iniciaram os treinamentos na área de Mailly-le-Camp, a leste da Paris, entre Chalons-sur-Mame e Troyes. Os treinamentos acabaram no dia 8 de Fevereiro de 1943 e alguns dias mais tarde o SS-Brigadeführer e Generalmajor der Waffen-SS Wilhelm Bittrich assumiu o comando da unidade. Nestes poucos dias os soldados colocaram em prática tudo o que aprenderam sobre as táticas de combate e inclusive em combate contra assaltos aéreos de pára-quedistas, o que lhes foi muito útil nas ações em Arnhem.

## No Fronte
A divisão recebeu o título de Hohenstaufen oficialmente no dia 19 de Março de 1943, sendo colocados sob comando do 15º Exército e enviados para a área de Ypres. No mês seguinte foi movida para Amiens onde continuaram com os seus treinamentos até o final do ano. Assim que completaram o treinamento, foram colocados sob o comando do I Corpo Panzer SS no mês de Dezembro de 1943, onde lutaram ao lado dos restos da Leibstandarte SS Adolf Hitler e da recém formada 12ª SS Panzergrenadier Division Hitlerjugend.
A situação começava a se voltar contra os alemães na Frente Oriental onde os Soviéticos conseguiram libertar Leninegrado de um assalto de havia durado mais de 900 dias e além disso, os aliados estavam abrindo caminho pela Península Italiana onde já haviam enviado uma força de invasão para Anzio.
No dia 4 de Março de 1944, foi lançado uma grande ofensiva russa no Fronte Ucraniano sob comando do Marechal Gueorgui Júkov, forçando o flanco esquerdo do Heeresgruppe Süd. A Divisão Hohenstaufen foi colocado em ação quando os soldados russos chegaram à fronteira polonesa, sendo também enviada para a região a 10 SS Panzer Division Frundsberg, onde fizeram parte do II Corpo Panzer SS sob o comando de Paul Hausser.

## Frente Oriental
Em março de 1944 as tropas soviéticas realizaram uma grande ofensiva no fronte ucraniano, próximo de Skala, no setor de Tamopol-Proskurov. Uma das vantagens soviéticas era a grande superioridade numérica em relação aos alemães. Para tentar conter o seu rápido avanço, foram realizados vários contra-ataques pelo 1º Exército Panzer, sob comando do General Hans Hube, mas não conseguiram detê-los por muito tempo, tendo 5 Corpos Blindados russos e diversas divisões de infantaria conseguido quebrar as linhas de defesa alemã no dia 22 de Março de 1944, que abriram caminho por entre os rios Zbruch e Seret, cruzando após o rio Dniestr, enquanto que outras forças russas avançavam a leste daquela posição, nas áreas de Yampol e Mogilev-Podolskiy.
Sendo assim, os restos do 1º Exército Panzer estavam correndo um grande risco de serem cercados sendo em seguida proibidos por Hitler de recuar ou de se mover para fazer um reposicionamento tático. Foram cortados os reabastecimentos de suprimentos, já que não havia como enviar mais para o local e os poucos que ainda restavam não davam para mais de duas semanas e a reserva de combustível era muito pequena sendo estas tropas cercadas num bolsão após a chegada de dois Exércitos russos que os cercaram.
No começo do mês de Abril de 1944, o II Corpo Panzer SS foi enviado para a Frente Oriental de trem com a finalidade de auxiliar o 1º Exército Panzer a escapar do cerco russo no Bolsão de Kamenets-Podolsk. Foi dado um ultimado russo para que todas as tropas germânicas se rendessem caso contrário, seriam todos executados. A Divisão Hohenstaufen foi anexada ao II Corpo Panzer SS e enviada para o local, onde participou de um grande contra-ataque contra o 1º Exército de Tanques Soviético que teve início no dia 5 de Abril.
Há um relato de um soldado da 12ª companhia do 19º Panzergrenadier Regiment de que durante as ações em Kamenets-Podolskiy os russos atacavam em ondas e que somente os soldados das cinco primeiras linhas estavam armados, os demais corriam para as posições dos alemães completamente desarmados. Mas esta não foi uma ação isolada, tendo se tornado uma prática comum no Exército Soviético já que Stalin tinha mais soldados do que armas a sua disposição. Para manter os soldados russos se movendo, vinham logo atrás destas linhas de avanço as tropas NKVD que tinham ordens de executar qualquer soldado que não estivesse atacando.
Durante esta ofensiva a divisão sofreu pesadas baixas, conseguindo atravessar as linhas russas no dia 9 de Abril de 1944, fazendo contato com as tropas da 6ª Divisão Panzer, pertencentes ao 1º Exército Panzer em Buczacz tendo após conseguido restabelecer as linhas alemãs, passando o resto do mês de Abril e Maio na reserva do Heeresgruppe Nordukraine.
Os soldados da unidade estavam sendo preparados para uma nova contra-ofensiva, próximo de Kovel, quando ocorreu a invasão da Normandia no dia 6 de Junho de 1944. Sendo assim, foram canceladas todas as ações do II Corpo Panzer SS na Frente Oriental, voltando toda a atenção na nova ameaça. Foram ordenados no dia 11 de Junho para se dirigirem para a França, tendo as suas primeiras unidades iniciando a jornada no dia seguinte, estando sob constantes ataques aéreos aliados de caça-bombardeiros durante a viagem.

## França
A divisão atingiu a fronteira francesa no dia 16 de Junho de 1944, mas levou mais alguns dias para chegar até o seu destino a Noroeste da França, sendo necessário mais uma semana para que todo o II Corpo Panzer SS chegasse à região. Permaneceram numa posição entre Paris e Nancy no dia 20 de Junho de 1944, sendo após enviados para o sul de Aunay-sur-Odan. Nesta época a divisão contava com 18000 soldados, 170 blindados, 21 armas auto-propulsoras, 287 veículos blindados, 18 peças de artilharia, e 3670 outros veículos.

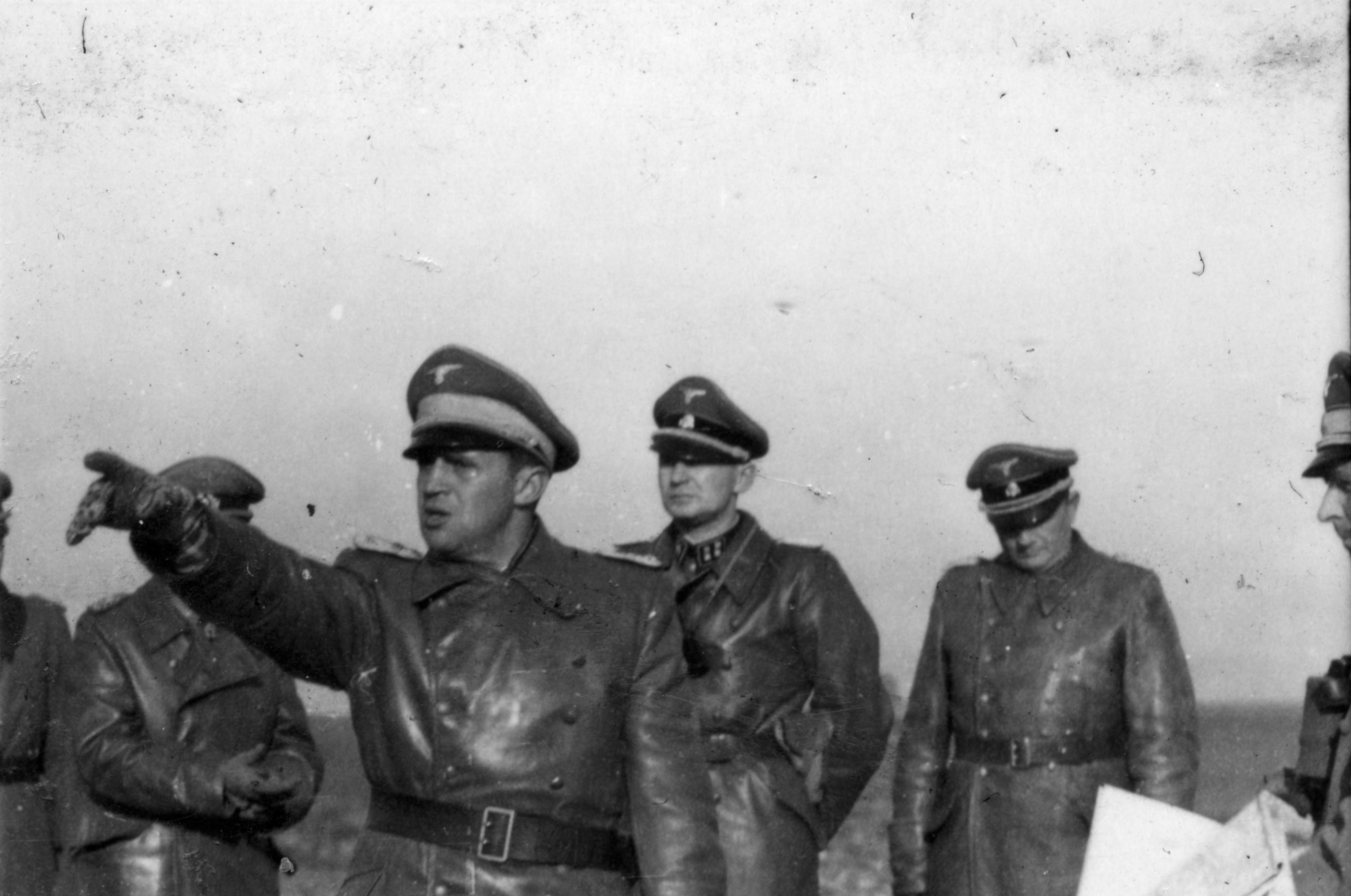
Oficiais da SS Hohenstaufen.

A Hohenstaufen não era a única divisão da Waffen-SS na região, estando também presentes a LSSAH e Das Reich que estavam ao Norte da França para se rearmarem quando ocorreu o ataque aliado e ainda a Hitlerjugend Division e a 17 SS Panzergrenadier Division Götz von Berlichingen sob comando de Werner Ostendorff.
A sua missão era auxiliar numa ofensiva para manter o controle das praias, para isso teria de passar por entre os Exércitos Aliados, podendo ser facilmente cercada. Mas o avanço aliado foi muito grande se tornando muito tarde para que esta missão fosse lançada. Enquanto isso havia uma operação britânica para tomar a cidade de Caen de codinome Operação Charnwood. A divisão entrou em combate com os britânicos no dia 28 de Junho no rio Odon e lutaram novamente contra os britânicos no dia seguinte, e sudoeste de Caen como sendo parte de um contra-ataque na estrada de Villers-Bocage-Noyers.
No dia 30 de Junho 250 Landcaster da RAF realizaram um grande ataque em Villers-Bocage, próximo de Caen, causando grandes baixas na Hohenstaufen e Das Reich, sendo estas recuadas para reestruturação e colocados na reserva do II Corpo Panzer SS na área de Maizet-Vacognes-Montigny, com um comando de um posto divisional em Le Masnil.
O comando da divisão foi assumido pelo SS-Oberführer Sylvester Stadler no dia 3 de Julho de 1944, sendo considerada como uma divisão Panzer normal. A divisão sofreu grandes perdas neste ataque, perdendo cerca de 80% de seu pessoal original, os Panzergrenadier Regiment perderam 60% de sua força, tendo a maioria de seus oficiais gravemente feridos. A artilharia perdeu cerca de 90%, os blindados tiveram baixas de 70% e os outros veículos 80%.
Enquanto isto as forças aliadas estavam ocupando a área de Caen, tendo lançado em 10 de Julho a Operação Júpiter, formada pela 43ª (Wessex) Divisão de Infantaria, 46ª (Highland) Brigada e uma brigada da 3ª Divisão de Infantaria Canadense. O suporte blindado para a operação veio da 31ª Brigada de Tanques (7 RTR e 9 RTR) e a 4ª Brigada Blindada. O apoio de artilharia veio da 43ª Wessex, 15ª Scottish e 53ª Welsh e da 11ª Blindada, estando estas com as armas pesadas do 2º Grupo de Artilharia de Exército Real.
A operação Júpiter tinha três objetivos: Parar o recuo das unidades blindadas alemãs; tomar a Colina entre os rios Odon e Orne; e alcançar as pontes de Orne e estabelecer uma cabeça-de-ponte do outro lado do rio.
A colina, conhecida como Hill 112 (Colina 112), estava sob comando alemão e era de vital importância para os aliados, sendo realizado uma grande batalha para a sua posse. Após um pesado bombardeio realizado, o VIII Corpo Britânico foi colocado em ação. Lutaram contra as divisões Hohenstaufen, Hitlerjugend e Frundsberg que estavam sendo auxiliados pelo recém-chegado 502. SS-schwere Panzer abteilung, um batalhão composto pelos blindados Tiger, que havia saído dos Países Baixos, levando 18 dias para chegar até lá, onde realizou uma defesa persistente, auxiliando em muito as tropas alemãs.
Foram colocados frente a frente 15 batalhões de infantaria e 6 batalhões de tanques aliados contra 6 batalhões de infantaria e 5 batalhões Panzer alemães. A batalha causou grandes baixas em ambos os lados, tendo após dois dias de combate a 43ª Divisão Britânica perdido mais de 2000 soldados. Já o Panzergrenadier Regiment 2 saiu da Colina com apenas 1 oficial e 45 soldados.
Uma nova operação do VIII Corpo Britânico, de codinome Operação Bluecat teve início no dia 30 de Julho em Beny-Bocage. Neste estágio da guerra, Montgomery decidiu que atacar a elite blindada da Waffen-SS não era prioridade, tendo ordenado nesta nova operação que concentrassem as suas forças na 326ª Divisão de Infantaria.
No primeiro dia de operação o VIII Corpo britânico havia avançado 5 milhas em território alemão, mas logo ocorreu uma contra-ofensiva de 3 Jagdpanther contra a Scot Guards, destruindo 13 de seus 40 blindados Churchill. Apesar disso, os aliados continuaram a fazer grandes avanços em território alemão, entrando grandes distâncias em território controlado pelos inimigos, sendo assim, os seus comandantes começaram a se preocupar com isto, devido ao fato de haver muitas tropas inimigas detrás de suas linhas.
No dia 24 de Julho foi realizada a Operação Spring sendo uma das mais sangrentas batalhas em que as tropas canadenses participaram nesta guerra, tendo sofrido 18 444 baixas, sendo destas 5021 mortos (os demais foram feridos). A operação foi lançada após um pesado bombardeio no local, tendo em seguida a Cameron Highlanders e a Black Watch, unidades pertencentes ao Exército Canadense, avançado sobre as tropas alemãs entrincheiradas. No dia 28 de Julho a Hohenstaufen realizou um contra-ataque que paralisou este avanço.
No dia 1 de Agosto o avanço da Hohenstaufen encontrou a 8ª Brigada de Rifles Britânica (3ª Divisão de Infantaria) e a 23ª Hussars (11ª Divisão Blindada) a duas milhas de Presles, a sul de Beny-Bocage. Em seguida foi realizado um assalto aliado composto pelas 9ª e 185ª Brigadas da 3ª Divisão de Infantaria Britânica e um grupo de combate da 11ª Divisão Blindada Britânica.
A Hohenstaufen se organizou em diversos Kampfgruppen para esta ação, entre eles estavam os Kampfgruppe Meyer, Telkamp e Weiss. Num ataque realizado pelo Kampfgruppe Meyer em Presles no dia 4 de Agosto conseguiu dividir o avanço britânico, mas tiveram de deixar o vilarejo mais tarde. Seguiram-se mais três dias de combate pesado até a ofensiva ser paralisada.
Em seguida a Divisão Hohenstaufen foi enviada para a área de Putages, tendo começado a viagem no domingo de 13 de Agosto, chegando na Quarta-Feira, dia 16 de Agosto. Chegando por lá a situação mudou rapidamente a favor das tropas alemãs, mas não por muito tempo, sendo considerado que estavam numa posição vulnerável e foi movida novamente para Vimoutiers.

### Bolsão de Falaise
Na noite de 17 de Agosto, o 3º Exército Norte-americano, juntamente com forças britânicas, canadenses e polonesas começaram um cerco ao restante de 15 Divisões germânicas numa área de 20 Milhas de comprimento por 10 milhas de largura, tendo as forças alemãs um total de 100 000 soldados encurralados no que ficou conhecido como Bolsão de Falaise. Dentre estas forças presas estava o II Corpo Panzer SS, incluindo as divisões SS Hohenstaufen e a Das Reich.
O próximo passo Aliado foi trazer todas as suas unidades de artilharia e os seus caça-bombardeiros para atacar o local. O único jeito de sair era por uma estreita passagem entre Falaise e Chambois, ao longo do rio Dives, logo em seguida as tropas canadenses tentaram fechar esta passagem, atacando entre Merri e Trun, sendo realizado um ataque pelo Norte, tendo como resultado um pesado combate que conseguiu fechar o cerco às tropas alemãs.
Pouco tempo depois, já no dia 18 de Agosto, o tamanho do Bolsão já havia sido reduzido para apenas cinco por sete milhas, sendo na noite do mesmo dia a estrada para Trun fechada em Mont-Ormel. A cidade de Chambois estava sendo vigiada pelos americanos em Bourg e pelos franceses em Omméel e Saint-Lambert, enquanto que os canadenses vigiavam as pontes.
Na manhã do sábado do dia 19 de Agosto quase todas as brechas para sair do Bolsão estavam fechadas, sendo a ponte de Saint-Lambert a única saída para as tropas alemãs. Muitas de seus veículos e armas pesadas haviam sido abandonados devido a escassez de combustível e munição causado devido ao cerco e aos intensos bombardeios aliados.
Para tentar abrir uma brecha para que o II Corpo Panzer SS pudesse sair, a Hohenstaufen lutou juntamente com a 12 SS Hitlerjugend, sendo o último assalto realizado ao bolsão ocorrido no dia 21 de Agosto de 1944 permitindo que algumas tropas saíssem. Às 16:30 o SS-Obergruppenführer Wilhelm Bittrich ordenou a retirada do II Corpo Panzer SS para Orbec, tendo sofrido muitas baixas no caminho.
Após terminar o cerco em Chambois, estavam cerca de 60 000 soldados no Bolsão, incluindo o 7º Exército, Panzergruppe Eberbach, o QG do LXXIV Corpo de Exército, XXXXVII Corpo Panzer, e do II. Fallschirmkorps. Ainda estavam as tropas restantes da 84, 226, 227, 326, 353, e a 3ª Fallschirmjäger Division assim como também ainda havia partes da LSSAH e da 10 SS Division Frundsberg e ainda a 2ª Divisão Panzer e a 116ª Divisão Panzer.
O II Corpo Panzer SS foi recuado através do Seine para a Bélgica e Países Baixos no dia 22 de Agosto, tendo a Hohenstaufen atuado na sua retagurada, onde entrou em combate por diversas vezes em ações próximo de Amiens, Orbec, Bourg-Achard, Duclair, Laon e Cambrai, sendo na maioria das vezes atacados pelos caça-bombardeiros Aliados.
A Hohenstaufen perdeu cerca de 20% de seu pessoal original no Norte da França. Durante estes combates o SS-Oberführer Sylvester Stadler foi ferido no mês de Julho de 1944, tendo ocupado o seu posto temporariamente o SS-Oberführer und Oberst der Schutzpolizei Friedrich-Wilhelm Bock, que devido a liderança exercida neste período, acabou sendo condecorado com a Cruz de Cavaleiro da Cruz de Ferro com Folhas de Carvalho.
Os resultados finais dos combates no Bolsão de Falaise foram a destruição do 7º Exército e do 5º Exército Panzer, tendo as tropas alemãs sofrido no total mais de 50000 prisioneiros e outros 10000 mortos.

### Arnhem
A Divisão recuou do Norte da França para a Bélgica recebendo uma nova ordem para se moverem, desta vez para Arnhem, ordem esta dada pelo Generalfeldmarschall Walter Model, comandante do 6º Exército Panzer, Heeresgruppe B. Começaram a se dirigir para o Norte de Arnhem no dia 7 de Setembro de 1944, saindo da área de Veluwe. Mais tarde, no dia 10 de Agosto de 1944 receberam uma nova ordem para se mover, desta vez, de volta pata a Alemanha.
Após receber esta ordem, teve de entregar todas as suas armas, veículos e equipamentos, dentre estes itens estavam duas baterias de campo Howitzer, para a sua unidade irmã, a Frundsberg. Neste período o seu contingente era de 6 a 7 mil soldados, número bem reduzido se comparado com a dois meses antes quando era de aproximadamente 16 000 soldados.
As primeiras unidades começaram a voltar para a Alemanha no dia 12 de Setembro e quando uma boa parte a divisão já tinha saído do fronte, se iniciou uma grande ofensiva britânica de pára-quedistas. Restaram cerca de 2500 soldados da unidade que foram reorganizados em 19 Kampfgruppen, sendo nomeados conforme que era o seu comandante e distribuídos em 12 pontos estratégicos diferentes, como pontes e estradas.
O 2º Exército Panzer foi formado originalmente com a intenção de realizar a defesa contra uma possível invasão Aliada a partir do Canal da Mancha, sendo assim, muitas unidades foram treinadas para atuar contra forças de ataque aéreo, como por exemplo, uma invasão de pára-quedistas. Uma parte deste treinamento era de os oficiais no comando de unidades que estivessam no fronte tomassem as decisões sem esperar pelas ordens de seus superiores.
A primeira onda de ataque Aliada tomou as tropas alemãs de surpresa já não era esperada nenhum ataque deste tipo, mas a capacidade de rápida resposta que era abordada em seus treinamentos fez com que as tropas perdessem pouco tempo até conseguir criar uma linha de defesa adequada.
Esta ação foi batizada pelos Aliados de Operação Market Garden, tendo como principal objetivo tomar pontes de vital importância para as tropas alemãs. Esta ofensiva foi realizada por duas unidades diferentes: a 1ª Divisão Airborne Britânica que utilizaram os seus pára-quedistas e um ataque realizado por solo pelo 2º Exército Britânico. Um dos objetivos de realizar este ataque rápido era de permitir que as tropas aliadas pudessem cruzar o rio Reno antes de seu avanço ser paralisado pelas tropas alemãs.
Para que o plano desse realmente certo seria necessário que as tropas enviadas permitissem a abertura de uma passagem para o Norte da Alemanha que era uma área mais difícil de ser protegida devido ao fato de ser um campo aberto. Os estrategistas aliados acreditavam que se o plano desse certo, poderia encurtar o tempo da guerra para apenas um ano.
Além disso, as tropas aliadas deveriam garantir um corredor de 80 milhas para o fronte aliado próximo de Eindhoven, que seguiriam após para Arnhem. Neste caminho havia muitas pontes e passagens estratégicas que deveriam ser tomados de surpresa pelos pára-quedistas e segurá-los até que as forças de avanço por terra chegassem até eles.
Em preparação para a invasão foi utilizada uma força de 10 000 pára-quedistas que iniciaram o ataque às 9:45 da manhã do domingo do dia 17 de Setembro de 1944, sendo utilizado neste ataque mais de 2 000 aeronaves de transporte, caças e bombardeiros. Os pára-quedistas estavam nos C-47, que voam em diversas formações sendo principalmente de 45 aeronaves. As tropas que não eram compostas por pára-quedistas foram transportadas por aproximadamente 500 Gliders, escoltados por Halifax, Sterling e bombardeiros Albemarle.
Nos três dias antes do ataque, foram utilizados bombardeiros médios e pesados da 8ª Força Aérea Norte-americana para atacar alvos alemães ao longo de um corredor por onde passariam as aeronaves com os pára-quedistas, com a finalidade de evitar que as suas aeronaves fossem alvejadas por baterias antiaéreas e mesmo para diminuir a resistência.
Os C-47 que transportavam as tropas da 101ª Divisão Airborne foram atingidos pelos Flak alemães, sendo mais de 100 aeronaves danificadas de um total de 424 utilizadas e outras 16 abatidas.
As primeiras tropas desembarcaram às 12:30, sendo seguidos pelas demais unidades que desembarcaram às 13:00. No setor de Eindhoven apenas 53 de 70 gliders conseguiram pousar com segurança mesmo assim mais de 7 000 pára-quedistas conseguiram fazê-lo em segurança. A perda de muitos gliders passou a ser um problema para os aliados já que a essa altura a 101ª Divisão Airborne tinha perdido boa parte de seus equipamentos pesados, dentre estes armas antitanque, jeeps e suprimentos.
Outros 4500 pára-quedistas, desta vez da 82ª Divisão Airborne, desembarcaram em Groesbeek Heights, sendo que às 13:15 outros pára-quedistas haviam desembarcado numa zona de salto próxima de Overasselt, a Leste de Grave. Enquanto isso, várias tropas da Companhia E do 2º Batalhão do 504º Regimento saltaram a oeste da ponte de Grave, tendo sido abatidos aproximadamente 40 aeronaves, mas a maior parte dos 5200 soldados conseguiram descer em segurança.
A presença de unidades SS Panzer não eram esperadas por Montgomery quando ele havia feito o planejamento da Operação. Os comandantes da Hohenstaufen e da Frundsberg não perderam muito tempo e logo providenciaram a proteção das cabeças-de-ponte ao longo do rio Reno, em locais como Eindhoven, Grave e Nijmegen. Passados uma hora e meia do início dos desembarques o comandante do II Corpo Panzer SS o SS-Obergruppenführer Wilhelm Bittrich, que estava em Doetinchem, recebeu a notícia do desembarque dos aliados em Arnhem e Nijmegen, tendo imediatamente ordenado que as unidades Hohenstaufen e Frundsberg se dirigissem para promover as ações defensivas.
Uma parte do SS-Panzergrenadier Ausbildungs und Ersatz Batallion 16 (Batalhão de Treinamento e da Reserva) estava realizando exercícios a Leste da vila de Wolfheze, local próximo ao das zonas de desembarque da 1ª Divisão Airborne. Os seus comandantes e oficiais tinham experiência em combate e as tropas foram enviadas para auxiliar nas ações de defesa, contando com 306 soldados em 3 Companhias, muitos destes ainda recrutas. Estas tropas estavam sob comando do SS-Sturmbannführer Sepp Kraft.
Kraft logo tentou criar uma linha de defesa para impedir que as tropas recém desembarcadas fizessem contato com Arnhem, mas o número de soldados ao seu favor era reduzido e o seu plano não pode ser levado adiante, passando a tentar atrasar os Britânicos o máximo possível. Eram enviadas patrulhas de reconhecimento e foram colocadas duas companhias em posições para defender a estrada de Wageningen para Arnhem e de Ede para Arnhem, enquanto que outra atacava as posições de salto dos paraquedistas. O QG foi estabelecido no Hotel Wolfheze e conseguiram juntar em algum tempo mais alguns soldados, aumentando o seu número para 435 soldados.
Quando a 1ª Divisão Airborne desembarcou foi atacado pelos soldados de Kraft com morteiros, metralhadoras e rifles. O número de soldados britânicos que estiveram no local é desconhecido, mas tinham superioridade numérica considerável. Para evitar que as suas tropas fossem cercadas, Kraft ordenou às 18:00 a retirada dos seus soldados para uma linha defensiva juntamente com o SS-Obersturmbannführer Ludwig Spindler, comandante do Kampfgruppe Spindler, composto de 16 unidades das tropas restantes do regimento de artilharia blindado da Hohenstaufen.

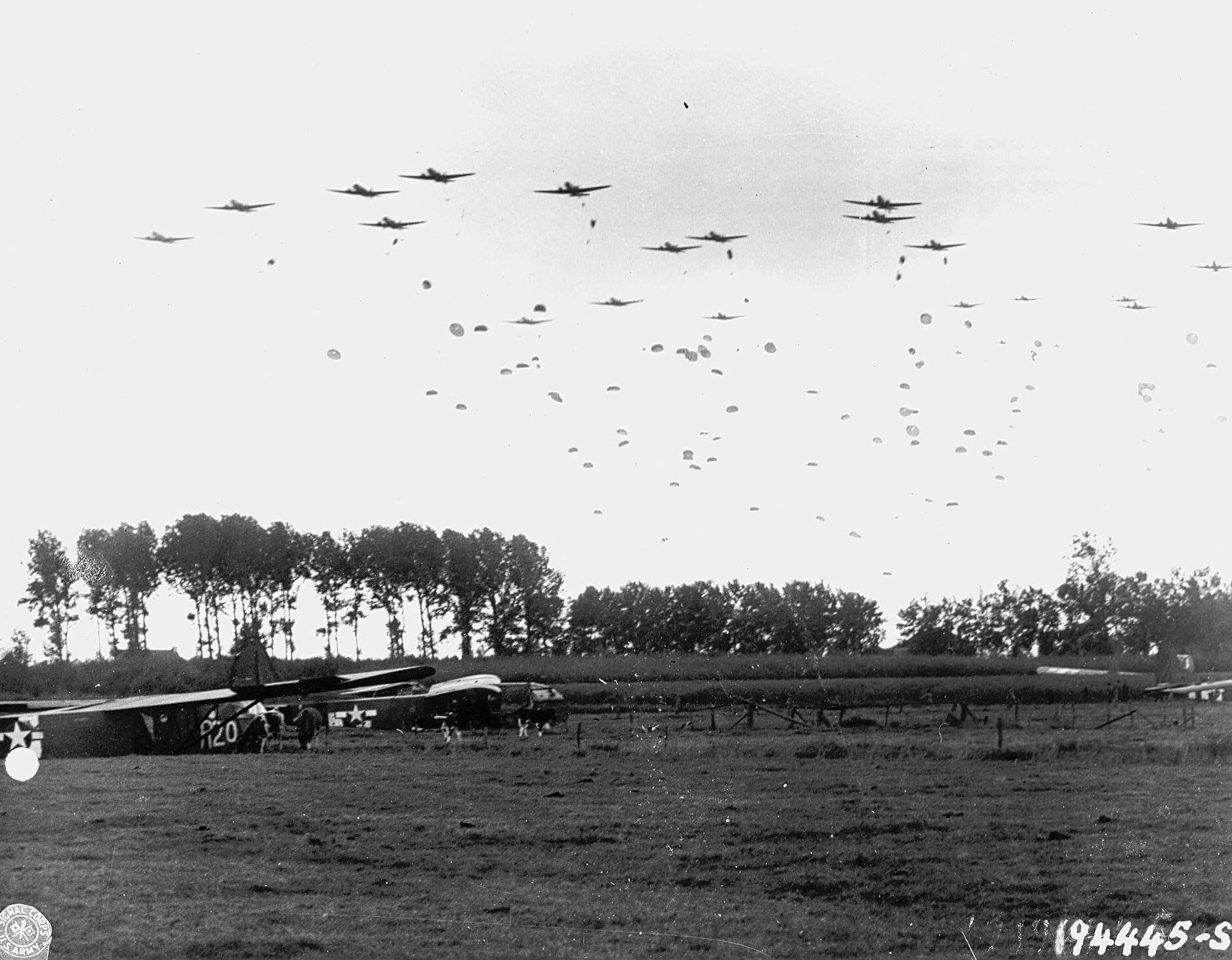
Operação Market Garden: 82ª Divisão Aerotransportada sendo lançadas durante em Arnhem.

Às 13:45 do mesmo dia a ponte de Grave tinha sido tomada pelas tropas aliadas da 82ª Divisão Airborne sob comando do Tenente John S. Thompson. Conseguiram cumprir um de seus objetivos iniciais e as 14:15 o avanço do XXX Corpo Britânico chegou até as linhas de divisa entre a Alemanha com a Bélgica com 350 armas de artilharia. Recebiam o apoio de bombardeiros que destruíram as tropas da primeira linha de defesa. Estas tropas estavam sob comando do Major Helmut Kerutt, restando poucos soldados para realizar a defesa, que pouco podiam fazer para impedir a passagem das tropas britânicas, mesmo assim conseguiram destruir 9 tanques utilizando os Panzerschecke.
Para os Aliados este foi um grande atraso, já que os destroços haviam fechado a passagem da estrada, restando apenas um caminho do outro lado da estrada que era pantanoso demais para que os outros veículos pudessem passar. Os soldados alemães que restaram no local foram mortos pelos disparos de foguetes Typhoon lançados de caça-bombardeiros aliados, conseguindo em seguida retirar da estrada os destroços dos tanques destruídos e continuar a viagem.
A inteligência britânica alertou as unidades que continuavam o seu avanço que poderiam estar na frente deles algumas unidades do 15º Exército e das unidades Panzer SS Hohenstaufen e Frundsberg, já que tinham a confirmação de que estas forças não estavam entre o XXX Corpo e Arnhem. A esta altura já estava claro que a operação não estava correndo como planejado.
Por volta das 15:00 a 1ª Divisão Airborne Britânica começou a desembarcar próximo do Hotel Tafelberg, em Oosterbeek, onde estava o QG e o comandante do Heeresgruppe B, o Generalfeldmarschall Walter Model, que saiu rapidamente do local e foi para o QG do II Corpo Panzer SS em Doetinchem.
Formou o Kampfgruppe Harzer com as tropas restantes da Hohenstaufen e enviou-os para avançar em direção de Arnhem estando sob comando do SS-Standartenführer Walther Harzer. Foram acompanhados pelo 6º Regimento de paraquedistas com o objetivo de tomar a ponte de Arnhem e de derrubá-la para impedir que caísse nas mãos dos inimigos. A Frundsberg foi enviada para tomar a ponte de Nijmegen com ordens semelhantes.
Bittrich havia ordenado que as pontes fossem derrubadas para impedir que caíssem nas mãos dos inimigos, ideia esta que divergia com a de Model que defendia que as pontes deveriam ser mantidas em pé, pois precisariam passar por elas num eventual contra-ataque.
Às 15:00 a Hohenstaufen e Frundsberg já estavam chegando em suas posições a Oeste de Arnhem, entre a 1ª Divisão Airborne e a ponte de Arnhem. Já as 15:30 elementos da Hohenstaufen começaram os combates contra as forças da 1ª Divisão Airborne em Oosterbeek, conseguindo conter o seu avanço. As tropas Britânicas, sob comando do Coronel Frost chegaram até a ponte de Oosterbeek às 18:00, sendo esta cortada ao permanecendo ambas as tropas de cada lado da ponte.
Uma hora mais tarde o Aufklärungs Abteilung (Batalhão de Reconhecimento) da Hohenstaufen, sob comando do SS-Hauptsturmführer Gräbner cruzaram a ponte de Arnhem num comboio de 40 veículos com ordens para fazer o reconhecimento da estrada até Nijmegen não encontrando qualquer sinal inimigo. Meia hora após a passagem de Gräbner pela estrada, um grupo pequeno de engenheiros britânicos, sob o comando de Eric Mackay chegaram até a ponte de Arnhem, onde se juntaram com as tropas do Coronel Frost quando começaram a atacar os alemães que defendiam a ponte. Visto a quantidade de explosivos preparados para a demolição da ponte, estes usaram um lança-chamas para detonar as cargas. Após um breve combate as tropas alemãs recuaram.
Quando as tropas de Gräbner chegaram até a ponte de Nijmegen enfrentaram a 82ª Divisão Airborne Norte-americana que estavam se aproximando da ponte. A esta altura o Generalfeldmarschall Walter Model tinha a ideia de que o plano aliado era tomar o seu quartel-general, passando estas informações a todas as unidades antiaéreas na área, ação esta muito significativa, pois reduziu muito os reforços Aliados para as próximas semanas.
Às 23:30 chegava de Berlim o comandante da Frundsberg, o SS-Brigadeführer Heinz Harmel, que logo foi ver o comandante da Hohenstaufen, o SS-Obergruppenführer Wilhelm Bittrich, do qual recebeu uma carta sobre a disposição das tropas aliadas, recomendando a este que a ala sul da Frundsberg mantivesse a cabeça-de-ponte de Nijmegen enquanto que a Hohenstaufen combateria as tropas britânicas na parte Norte da ponte de Arnhem.
Os Aliados ficaram bastante satisfeitos ao final do dia, já que a Operação Market Garden atingiu os seus objetivos, embora não tenha conquistado muitos pontos importantes para o sucesso total da Operação, como a tomada da ponte de Nijmegen que permanecia sob controle alemão.
Durante a noite do Domingo de 17 de Setembro o Kampfgruppe Spindler atuou para formar uma linha defensiva na estrada entre Ede e Arnhem e a na ferrovia de Utrechtseweg, com o objetivo de cortar as comunicações entre as tropas Aliadas que estavam em Arnhem e para dificultar a chegada de reforços para auxiliar estas forças, tendo estabelecido esta linha já nas primeiras horas da manhã da Segunda-Feira.
Para auxiliar as forças da Hohenstaufen na região foram enviados reforços provenientes das tropas alemãs nos Países Baixos, comandados pelo General Christiansen. As tropas enviadas para realizar este auxilio eram comandados pelo Generalleutnant Hans von Tettau, comandante de um grupo em treinamento nos Países Baixos, sendo criado o Kampfgruppe von Tettau, formado principalmente por batalhões em treinamento e de defesa.
Tendo chegado à região na mesma noite, esperou o sol nascer para iniciar um ataque contra as forças da 1ª Divisão Airborne com o objetivo de tomar as áreas próximas de Wolfheze, iniciando o ataque pelo Oeste enquanto que as tropas do Kampfgruppe Harzer atacaram pelo Leste. Além disso, os britânicos estavam com um problema nos seus rádios quase que impedindo a comunicação com o restante das forças britânicas. O Kampfgruppe von Tettau tomou algumas das áreas de salto e impediu que estas forças britânicas fizessem contato com as tropas que estavam na ponte de Arnhem.
Os britânicos tentavam ainda chegar à ponte de Arnhem e a batalha se seguiu até a noite em Oosterbeek ao mesmo tempo em que as tropas alemãs tentavam chegar às zonas de salto gerando pesados combates em ambos os frontes. Chegavam cada vez mais britânicos ao norte da ponte de Arnhem, tendo o comandante das tropas estimado que devessem existir no local cerca de 600 a 700 soldados Aliados, embora existissem outras unidades britânicas isoladas. Houve duas tentativas de tomar a ponte na noite em que as forças britânicas foram repelidas ambas as vezes pelo fogo alemão, que não estavam dispostos a ceder a parte norte da ponte.
Gräbner, comandante de um batalhão de reconhecimento da Hohenstaufen pensou que as tropas inglesas estavam armadas somente com armas leves ao fazer uma viagem de reconhecimento com veículos blindados, decidindo então cruzar a ponte. Os britânicos viram os blindados germânicos atravessando a ponte e tinham a esperança de que fossem as tropas do XXX Corpo Britânico que estavam vindo para resgatá-los, mas logo perceberam de que se tratava de veículos blindados alemães.
Os britânicos esperaram até que todos os veículos estivessem em fila e realizaram um ataque utilizando os PIAT (Projétil de Infantaria Antitanque) e 6 armas antitanque, destruindo quase todos os veículos de reconhecimento alemães, sendo o ataque seguido pela infantaria que utilizou metralhadoras e lança-chamas para acabar com o restante das tropas que haviam cruzado a ponte. Seguiu-se um combate de duas horas, terminando com a retirada das tropas alemãs para o outro lado da ponte e com a morte do comandante Viktor-Eberhard Gräbner em combate, que havia recebido a Cruz de Cavaleiro da Cruz de Ferro dias antes das mãos de Harzer.
Os britânicos defenderam a parte norte da ponte com muita firmeza dos ataques, tendo Alfred Ringsdorf, o comandante de um esquadrão da SS, afirmado que isto que viu era pior do que tudo o que tinha visto na Rússia. Após algum tempo de combate ele afirmou que: Nós lutamos para ganhar polegadas, limpando um quarto após o outro. É um verdadeiro inferno!.
Foi decidido enviar mais soldados para a região pelos comandantes jovens, sendo assim o 3º Batalhão SS Landstorm Nederland enviado para Arnhem, mesmo estando ainda em treinamento, e foi adicionado à Hohenstaufen. Este batalhão era comandado pelo SS-Obersturmbannführer Hermann Delfs, tendo cerca de 600 soldados divididos em 4 companhias. Sendo primeiramente colocado na reserva por Harzer devido ao fato de ser uma unidade com pouco treinamento, mas foi logo colocada em ação, lutando sob o comando do Kampfgruppe Spindler para auxiliar a manutenção das linhas de defesa alemãs.
O Batalhão foi movido de Arnhem para Hoogeveen, tendo de fazer esta viagem de bicicletas, já que havia a baixa disponibilidade de veículos automotores. Ao chegarem ao destino foram novamente movidos, desta vez para Betuwe onde auxiliaram a defesa de Elst.
Os Aliados avançaram de Eindhoven para Valkenswaard, saindo de madrugada com os seus tanques até que encontraram a resistência alemã de 4 Flak 88 que iniciaram um ataque ao comboio ao amanhecer do dia. Geralmente o avanço aliado era acompanhado por caça-bombardeiros que destruíam qualquer posição inimiga que desse muito trabalho (semelhante a tática da Blitzkrieg), mas naquele dia a cobertura aérea não veio devido a um intenso nevoeiro que havia se instalado sobre a base aérea aliada, impedindo qualquer pouso ou decolagem. A alternativa encontrada pelos Aliados era contornar a posição inimiga era atacar pela retaguarda.
Até que chegassem a Eindhoven levaram mais de quatro horas conseguindo chegar até à ponte de Son às 19:00 horas, que foi repartida, permanecendo as unidades alemãs de um lado e as britânicas de outro. Tiveram muito trabalho para cruzar o rio Son e ainda tinham mais 32 milhas de viagem a fazer até que chegassem em Arnhem. A essa altura as pontes de Grave, Heuman e Honinghutie estavam sob controle aliado, restando ainda a ponte de Nijmegen que não foi dominada pela 82ª Divisão Airborne Norte-americana.
As zonas de salto de Groesbeek Heights estavam no alvo do fogo alemão que começavam a se aproximar delas. Embora a 82ª Divisão britânica tivesse superioridade numérica de 5 para 1 contra os almães no local, não estavam muito satisfeitos, já que os seus reforços demorariam para chegar.
Na tarde daquele dia se iniciou uma grande operação por parte dos aliados, composta por cerca de 1300 C-47, 340 bombardeiros Stirling e 252 B-24 que estava escoltado por cerca de 900 caças, logo atrás vinham mais de 1200 gliders com equipamentos e soldados que foram lançados para auxiliar a força de ocupação.
Em resposta se iniciou um intenso ataque realizado por baterias de Flak que abateram mais de 20 caças de escolta e 11 bombardeiros, danificando outras 120 aeronaves, sendo isto um resultado das ordens que Model havia dado dias antes.
Foram enviados para a área de controle da 82ª Divisão Airborne um total de 454 gliders, mas somente 385 chegaram a salvo. Os soldados que chegaram acabaram dando para a unidade mais 1800 soldados de artilharia, 177 jeeps e 60 armas pesadas, totalizando 2 700 novos soldados. Esta ajuda veio em tempo, já que haviam restado poucos soldados e munição. Esta ajuda também foi bem-vinda pelos soldados da Wehrmacht, que assim como os seus inimigos, estavam com pouca munição e suprimentos, tendo estes conseguido pegar algumas das cargas que foram jogados em território sob seu comando.
Com a chegada cada vez maior de aliados na região, Bittrich estava ainda mais convencido de que a ponte de Nijmegen deveria ser derrubada para não cair nas mãos aliadas, o que lhes daria certa vantagem, pois poderiam mandar os seus reforços de maneira mais fácil. Na tarde da segunda-feira do dia 18 de Setembro, o Generalfeldmarschall Model foi visitar Bittrich, que não concordou com ele e ainda tinha a convicção de que a ponte deveria ser mantida de pé. Para auxiliar o controle da ponte ordenou que o 1 Fallschirmjägerarmee de Student fosse enviado para o local para garantir que os aliados permaneceriam do lado sul da ponte. No dia seguinte as tropas do XXX Corpo Britânico chegaram até o local.
Model também havia ordenado que a ponte de Arnhem devesse ser tomada em 24 horas para que os veículos blindados fossem utilizados para conter o avanço aliado ao sul daquela posição, que estava sob controle aliado do Coronel Frost que ainda esperava reforços. Foi realizado um assalto por um batalhão de reconhecimento blindado da Hohenstaufen que forçou a retirada das tropas aliadas que dominavam a ponte no dia 20 de Setembro.
Enquanto isto outras unidades da Hohenstaufen lutavam para dominar pontos importantes ao longo do rio Waal em Nijmegen. O Kampfgruppe Hanke se ocupou de tomar o Forte Hof von Holland, enquanto que o Kampfgruppe Euling assumiu o controle do Parque Hunner. Em resposta a estas ações o 2º Batalhão do 504º Regimento de Infantaria da 84ª Divisão Airborne iniciou um ataque com veículos anfíbios. O Kampfgruppe Euling tentou acabar com este ataque sendo obrigados a abandonar o Forte Valkhof que foi libertado pelos soldados britânicos ao cruzarem o rio Waal entre as 18:00 e 19:00.
A Hohenstaufen conseguiu afastar as tropas da 1ª Divisão Airborne britânica de Oosterbeek no dia 21 de Setembro, sendo enviado para estas tropas auxilio no dia 23 de Setembro, já que não aguentariam muito tempo de combate, mas estes reforços falharam em chegar, tendo os suprimentos caídos em mãos alemãs. A unidade estava com pouca munição e soldados, a maioria destes estavam feridos pelos combates, e acabaram se rendendo para as tropas do Kampfgruppe Harzer. Confiante na situação, o SS-Obergruppenführer Wilhelm Bittrich foi até Elst para se assegurar que o caminho entre Nijmegen e Arnhem estivesse seguro.

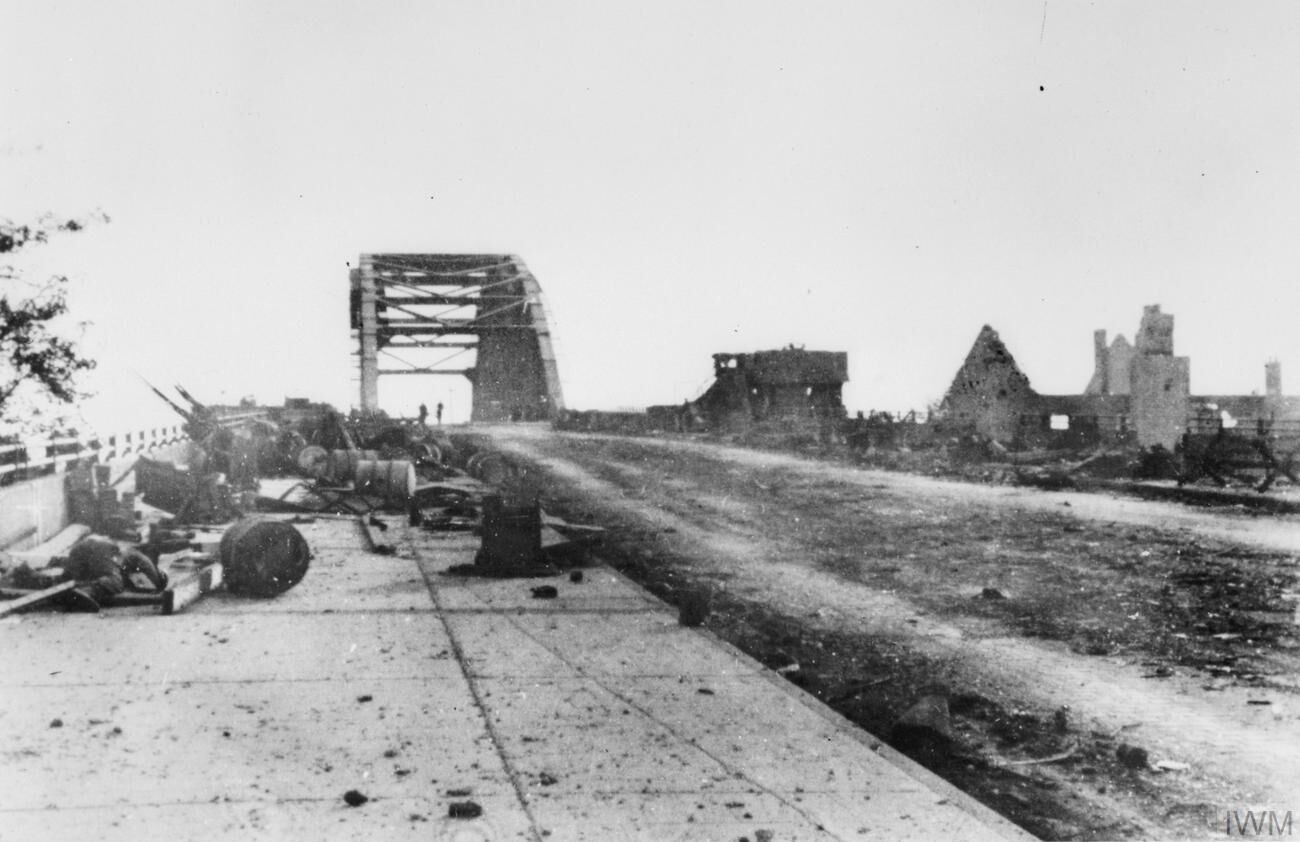
Ponte de Arnhem após o término da batalha.

Tropas e blindados da 101ª Divisão Airborne Norte-americana começaram a abrir caminho em direção ao norte, tentando formar um corredor até Arnhem. Na manhã do dia 24 de Setembro chegaram os reforços prometidos por Model, dentre estes estavan 60 novos Tiger. A situação começava a se voltar contra os britânicos que estavam com as suas forças a beira de um colapso, que enfrentavam problemas com um número reduzido de pessoal, tendo cerca de 1 300 soldados feridos, e a baixa disponibilidade de munição no local.
Foi iniciada uma operação para evacuar os feridos a pedido do médico no comando da divisão, Doutor Graeme Warrack, ganhando a autorização de seu superior, o Major General Roy Urquhart. Então Warrack se dirigiu para as linhas alemãs acenando uma bandeira branca, sendo então encaminhado para o médico no comando da Hohenstaufen, o SS-Sturmbannführer Egon Skalka, que concordou com a retirada dos soldados inimigos feridos.
Bittrich, comandante da Divisão, concordou com a decisão e estabeleceu um cessar fogo de duas horas que teria início às 15:00 horas. Warrack retornou para as linhas britânicas e supervisionou a remoção dos feridos realizada por um comboio de veículos alemães que levaram todos os feridos para a outra linha britânica. Passadas as duas horas a batalha seguiu o seu ritmo normal.
Os Aliados tentavam de todas as formas chegar até as tropas britânicas presas em Arnhem, tendo o comandante da 43ª Divisão de Infantaria, o Coronel Gerald Tilly, tido a ideia de atravessar o rio Reno e criar pontos de passagem sobre ele, tentando em seguida, cercar as tropas alemãs. O plano foi logo posto em prática, mas o comandante da 1ª Divisão Airborne britânica enviou uma mensagem onde avisava que as suas tropas não poderiam durar muito tempo, mudando então os planos para realizar a retirada das tropas da 1ª Airborne.
Os botes utilizados para fazer a remoção das tropas demoram muito tempo para chegar, permitindo que as tropas começassem a ser retiradas no início do dia 25 de Setembro, tendo muitos dos soldados conseguido fazer a travessia, mas muitos outros foram capturados.
A 43ª Divisão (Wessex) tomou o vilarejo de Elst na segunda-feira do dia 25 de Setembro, estando então somente a 5 milhas de Arnhem. Tentaram resgatar as tropas britânicas cercadas em Oosterbeek, mas encontraram a resistência da Hohenstaufen no meio do caminho, não conseguindo ultrapassar as suas linhas. Passaram-se vários dias de ataque e bombardeamentos, tendo algumas tropas britânicas conseguido escapar, mas os soldados restantes se renderam na Sexta-Feira do dia 29 de Setembro, estando quase que completamente sem munição.
Estimasse que foram enviados cerca de 10 000 soldados aliados para Arnhem, destes 6 000 foram feitos prisioneiros, 2 300 conseguiram sair e 1400 foram mortos em ação. Devido ao sucesso desta batalha em favor da Alemanha, o comandante do Grupo de Batalha, o SS-Standartenführer Walther Harzer foi condecorado com a Cruz de Cavaleiro da Cruz de Ferro no dia 21 de Setembro de 1944.

## Westphalia
Após os intensos combates que havia participado, foi enviado para Bad Salzuflen, Westphalia para descansar e se rearmar, onde integrou o 6º Exército Panzer, comandado pelo SS-Obergruppenführer Sepp Dietrich. Foi em seguida dividida em várias unidades menores que ficaram em Paderborn, Gütersloh, Siegen, Hamm e Münster.
Durante o tempo em que as suas unidades permaneciam no local, deveriam ficar camufladas de dia devido ao fato de existir intensos bombardeios aliados na região, sendo as suas unidades treinadas para atuar em operações noturnas. Nesse tempo o 6º Exército Panzer foi renomeado 6º Exército Panzer SS, tendo recebido nesta época um total de 500 tanques e armas de assalto auto-propulsoras, dentre estes estavam 90 PzKpfw VI Tiger e grupos de artilharia, já que Hitler queria ver as suas tropas de elite da SS como sendo mais poderosas do que as tropas do Exército Alemão (em alemão: Heer).
O 6º Exército Panzer SS foi movido para Bad Münstereifel, próximo de Aachen, no dia 12 de Dezembro de 1944, para a preparação de suas próximas ações na área das Ardenas. Por sua vez a Hohenstaufen foi enviada para o sul de Blankenheim e logo após para norte da área de Stadtkyll-Juenkerath-Blankenheim.

## Ardenas
A operação realizada em Ardenas é considerada a última grande ofensiva alemã na Frente Ocidental, sendo chamada inicialmente de Operação Outono Misto (em alemão: Unternehmen Herbstnebel), sendo renomeada para Wacht am Rhein (algo como Olhar para o Reno), sendo também chamada de Ofensiva de Von Rundstedt, mas se tornou conhecida mundialmente como a Batalha das Ardenas.
Adolf Hitler tinha a esperança que este ataque iria atingir com firmeza as tropas Aliadas, forçando estas a recuar e depois seria assinado um acordo de paz, fazendo assim com que não houvesse nenhuma ameaça vinda do Oeste, podendo então concentrar todas as forças na Frente Oriental.
Esta ofensiva não foi completamente aprovada pelos comandantes alemães, que tentavam alertar Adolf Hitler de que um possível fracasso poderia acarretar em grandes consequências para o Exército Alemão, mas este estava certo da vitória e de que os objetivos seriam alcançados. O comando ficou com o Generalfeldmarschall Walter Model, comandante do Heeresgruppe B.
Para colocar o plano em operação foram utilizadas todas as tropas que estavam na reserva e quase todo o equipamento militar, contando com a 7º Exército (General der Panzertruppen Erich Brandenberger), 5º Exército Panzer (General der Panzertruppen Hasso von Manteufel) e o 6º Exército Panzer SS (Generaloberst der Waffen-SS Sepp Dietrich). O objetivo do 6º Exército Panzer SS era de tomar as cabeças-de-pontes no rio Meuse, próximo de Liège e a cidade portuária da Antuérpia, que era um dos principais pontos de abastecimento dos Aliados.
A ofensiva iniciou no dia 16 de Dezembro de 1944 às 5:30 com um intenso ataque de artilharia na área que abria caminho para as forças alemãs. Quando a artilharia cessou fogo entraram em ação oito divisões Blindadas e 13 Divisões de Infantaria que atacaram as tropas do Primeiro Exército Norte-americano.
A Hohenstaufen fez parte do 6º Exército Panzer SS que atacou pelo norte, criando uma brecha nas linhas de defesa aliadas em Losheim, enquanto que o 5º Exército Panzer atacou pelo Sul. Quando o 6º Exército Panzer cruzou as linhas inimigas, combateu o V Corpo de Exército Norte-americano, liderado pelo Major General Leonard Gerow, na área de Elsenborn Ridge, tendo o seu avanço sido bloqueado pelas 2ª e 99ª Divisões de Infantaria que mantiveram as suas posições.
Eisenhower havia percebido que a ação alemã era uma grande ofensiva, já seus comandados acharam que se tratava apenas de um simples contra-ataque. Um dos pontos vitais para que o plano desse certo seria a tomada da estrada para rio Meuse, colocando em posições estratégicas a 101ª Divisão Airborne nas cidades de Bastogne e St.Vith. Em seguida se seguiram cinco dias de intensos combates, tendo estes terminado em favor da Wehrmacht que atacou pelo Leste com o LXVI Corpo de Exército enquanto que a Hohenstaufen e a Führerbegleitbrigade atacou pelo Norte, forçando as tropas Norte-americanas a se reagrupar. Haviam conquistado a cidade de St. Vith no dia 23 de Dezembro, se dirigindo agora para a cidade da Antuérpia.
Apenas duas unidades da Hohenstaufen participaram destes primeiros dias de combate: um Regimento de Artilharia e um Batalhão de Reconhecimento, tendo o restante da unidade entrado em ação após a tomada de St.Vith. A Divisão combateu ao lado da Das Reich e da 560ª Divisão de Infantaria, estando sob comando do II Corpo Panzer SS, tendo chegando até Salmchateau, estando na metade do caminho até o rio Meuse.
Mas as coisas não estavam boas para as unidades da SS, estando a 12ª Divisão Panzer SS Hitlerjugend encuralada e a LSSAH esperando a chegada de combustível em Stoumont, portanto a única unidade que estava em condições de se mover era a Das Reich. O fato de isso ter acontecido era que no plano de Hitler as Divisões Panzer tomariam os poços de petróleo Aliados para se manterem em movimento, mas isso não aconteceu, tendo muitas unidades ficado a pé.
Estava sendo preparada uma contra-ofensiva aliada para cercar as unidades alemãs antes que estas pudessem recuar. Esta operação iniciou no dia 29 de Dezembro de 1944 quando o 3º Exército Norte-americano avançou para o norte e ao mesmo tempo o 1º Exército Norte-americano avançou para o Sul.
A Hohenstaufen saiu da sua posição, entregando ela para a 12ª Divisão de Infantaria no dia 31 de Dezembro e se dirigiu para o Sul para a área de Bastogne. As forças americanas permaneceram em suas posições, somente esperando pelas tropas inimigas, iniciando em seguida um grande ataque aéreo, forçando a retirada das tropas alemãs.
No dia 3 de Janeiro de 1945 foi ordenado a Hohenstaufen que auxiliasse numa nova operação que tentava acabar com a superioridade aérea aliada nos arredores de Longchamps na Bélgica. Participaram também desta operação muitas aeronaves da Luftwaffe que realizaram bombardeios nas bases aéreas aliadas. A operação, chamada por Hitler de "Grande Sopro" destruiu 206 aeronaves britânicas e norte-americanas em apenas duas horas de combate, mas causou a perda de 300 aeronaves e 253 pilotos da Luftwaffe.
Na manhã seguinte a Hohenstaufen iniciou o ataque a Longchamps, tendo sido uma unidade de batedores capturada pelos Norte-americanos. Junto com estas tropas capturadas estavam os planos em detalhes do restante das operações e os objetivos seguintes da unidade. Estas informações foram muito importantes para as forças aliadas, pois já sabiam quais seriam os próximos passos de seus inimigos, concentrado então as armas de artilharia nos pontos certos, causando danos e perdas consideráveis para as tropas inimigas. Mesmo com as perdas sofridas, o avanço continuou até ser quase que parado completamente pela superioridade aérea aliada. Nesta ação a SS-Panzergrenadier Regiment 19 capturou cerca de 40 soldados americanos.
Tendo Hitler percebido que os seus planos não haviam atingido os objetivos, foi ordenada uma retirada no dia 8 de Janeiro de 1945, sendo iniciada um ataque aliado no dia seguinte para cortar a estrada de St.Vith para Houffalize.
As tropas da Hohenstaufen iniciaram um ataque com os seus tanques, armas de artilharia e antiaérea ao avistar uma formação de aliados próxima de Bihain, na floresta de Pierre-Hez, mas não conseguiram conter o avanço aliado que logo passou pela sua posição, capturando e matando muitos soldados alemães. Enquanto isso algumas tropas se mantiveram escondidos em abrigos debaixo da grossa camada de neve, e ao sair de suas posições viram que estavam no meio do território aliado, se rendendo logo em seguida.
Havia ainda uma pequena quantidade de combustível a disposição, poucos soldados e equipamentos, sendo estas tropas ordenadas por Hitler a recuar, decisão esta tomada após o 1º e 3º Exércitos Norte-americanos terem chegado até Houffalize no dia 16 de Janeiro de 1945, tendo a Hohenstaufen sofrido muitas baixas nesta batalha em que tentava atrasar o máximo possível o avanço aliado para permitir que uma quantidade maior de germânicos pudesse sair da região.
As tropas da 4ª Divisão Blindada Norte-americana estavam quase conseguindo cortar as tropas alemãs no dia 18 de Janeiro. Pouco tempo depois a cidade de St.Vith foi retomada pelos aliados no dia 23 de Janeiro. No dia 28 de Janeiro de 1945 a ofensiva foi oficialmente dada como encerrada.
A ofensiva de Ardenas teve início no dia 16 de Dezembro de 1944 e durou até 28 de Janeiro de 1945, tendo envolvido mais de 1 000 000 de soldados, sendo destes, 600 000 soldados alemães, em dois Exércitos com dez Corpos de Exército e 500 000 norte-americanos e outros 55 000 britânicos distribuídos em três Exércitos com seis corpos, totalizando 31 Divisões.
O resultado final da ofensiva foi de 81 000 soldados Norte-americanos incapacitados, dos quais 19 000 foram mortos, os britânicos sofreram 1 400 feridos e 200 mortos, enquanto que as forças alemãs perderam 100 000 soldados entre mortos, feridos e capturados.

## Hungria
Com a falha da Ofensiva de Ardenas, a Hohenstaufen foi enviada para a área de Kaufenheim-Mayen para ser reconstruída, estando agora na reserva, mas foram logo colocados na ativa, sendo enviados para o Leste para auxiliar a 8ª Divisão de Cavalaria SS Florian Geyer e 21ª Divisão de Cavalaria SS Maria Theresa que haviam sido cercadas pelo Exército Vermelho em Budapeste. Foram enviados para Falubattyan já no final do mês de Fevereiro de 1945, mas demoraram muito tempo para auxiliar as tropas cercadas devido ao fato das precárias situações das estradas. Além disso, o Exército Vermelho ofereceu muita resistência nos arredores de Sarosd.
Todas as unidades da Waffen-SS na região, em especial a Hohenstaufen, sofreram muitas baixas na região, forçando uma retirada do 6º Exército Panzer SS, decisão esta que deixou Hitler furioso, ordenando que estas entregassem todos as suas braçadeiras de identificação, dentre estas unidades estavam a LSSAH, Das Reich, Hohenstaufen e a Hitlerjugend. Há alguns soldados que cumpriram a ordem, retirando os seus títulos e ainda as condecorações e enviaram para Berlim juntamente com o braço de um soldado que havia morrido em combate, outros simplesmente ignoraram a ordem.
A Hohenstaufen passou a lutar na defensiva juntamente com as outras unidades alemãs que se viam obrigadas a recuar através de Jeno, Berhida, Liter, Nemesvamos, Hidekut e Mencselli. Foi iniciada uma nova ofensiva soviética, tendo a unidade passado por Zalaapati, Sojtor, e Paka até chegar à Reichsschutzstellung (posição de defesa do Reich), uma barreira de defesa a sudoeste do Reich, próxima de Radkersburg.

## Áustria
As tropas restantes da Hohenstaufen foram divididas em dois Kampfgruppen sob comando do 6º Exército Panzer SS, tendo deixado Viena após as primeiras batalhas quando chegou o Exército Vermelho no dia 13 de Abril, sendo enviado para Amstetten no dia 26 de Abril para conter o avanço Americano, sendo em seguida enviados para a área de Enns-Steyr-Arnstetten no dia 1 de Maio de 1945 onde se preparavam para se render para os Norte-americanos, marchando para o cativeiro no dia 8 de Maio de 1945, sendo neste dia declarado o cessar fogo e o fim da Segunda Guerra Mundial.

## Condecorações
| Nome                               | Data                                            | Patente                  | Unidade                                                 |
| ---------------------------------- | ----------------------------------------------- | ------------------------ | ------------------------------------------------------- |
| Cruz de Cavaleiro da Cruz de Ferro |                                                 |                          |                                                         |
| Alber, Hermann                     | 16.12.1944                                      | SS-Sturmmann             | KpTruppmelder i. d. 9./SS-Pz.Gren.Rgt 20                |
| Bock, Friedrich-Wilhelm            | 02.09.1944 Folhas de Carvalho nº 570            | SS-Oberführer            | Kdr 9. SS-Pz.Div "Hohenstaufen"                         |
| Borchers, Hermann                  | 16.10.1944                                      | SS-Hauptsturmführer      | Führer I./SS-Pz.Gren.Rgt 19                             |
| Frank, Robert                      | 04.06.1944                                      | SS-Sturmbannführer       | Kdr II./SS-Pz.Gren.Rgt 20                               |
| Gräbner, Viktor-Eberhard           | 23.08.1944                                      | SS-Hauptsturmführer d.R. | Kdr SS-Pz.Aufkl.Abt 9                                   |
| Gropp, Heinz                       | 06.05.1945                                      | SS-Obersturmführer d.R.  | Führer 2./SS-Flak.Abt 9                                 |
| Harzer, Walter                     | 21.09.1944                                      | SS-Obersturmbannführer   | Ia 9. SS-Pz.Div "Hohenstaufen"                          |
| Holte, Josef                       | 27.08.1944                                      | SS-Oberscharführer d.R.  | Zugführer i. d. 2./SS-Pz.Rgt 9                          |
| Meyer, Otto                        | 04.06.1944 30.09.1944 Folhas de Carvalho nº 601 | SS-Obersturmbannführer   | Kdr SS-Pz.Rgt 9                                         |
| Rettberg, Rudolf                   | 06.05.1945                                      | SS-Sturmbannführer       | Kdr II./SS-Pz.Rgt 9                                     |
| Sailer, Johann                     | 06.05.1945                                      | SS-Obersturmführer       | Führer 3./SS-Pz.Jäg.Abt 9                               |
| Spindler, Ludwig                   | 27.09.1944                                      | SS-Sturmbannführer       | Kdr I./SS-Pz.Art.Rgt 9                                  |
| Stadler, Sylvester                 | [152. Espadas] 06.05.1945                       | SS-Oberführer            | Kdr 9. SS-Pz.Div "Hohenstaufen"                         |
| Telkamp, Eberhard                  | 23.08.1944                                      | SS-Sturmbannführer       | Kdr II./SS-Pz.Rgt 9                                     |
| Cruz Germânica em Ouro             |                                                 |                          |                                                         |
| Bauer, Bernhard                    | 30.12.1944                                      | SS-Obersturmführer       | SS-Pz.Rgt. 9                                            |
| Büdecker, Herbert                  | 19.08.1944                                      | SS-Hauptsturmführer      | 4./SS-Pz.Aufkl.Abt. 9                                   |
| Fraedrich, Heinz                   | 09.10.1944                                      | SS-Obersturmführer       | 1./SS-Pz.Art.Rgt. 9                                     |
| Göttfried, Franz                   | 17.09.1944                                      | SS-Hauptscharführer      | 3./Pz.Aufkl.Abt. 9                                      |
| Gruber, Rudolf                     | 09.10.1944                                      | SS-Sturmbannführer       | SS-Pz.Rgt. 9                                            |
| Harzer, Walter                     | 19.08.1944                                      | SS-Obersturmbannführer   | 9. SS-Pz.Div. “Hohenstaufen”                            |
| Recke, Karl-Heinz                  | 19.08.1944                                      | SS-Hauptsturmführer      | II./SS-Pz.Gren.Rgt. 19                                  |
| Rennert, Kurt                      | 19.08.1944                                      | SS-Hauptsturmführer      | 8./SS-Pz.Rgt. 9 “Hohenstaufen”                          |
| Rettberg, Rudolf                   | 19.08.1944                                      | SS-Hauptsturmführer      | 5./SS-Pz.Rgt. 9 “Hohenstaufen”                          |
| Saladin, Otto                      | 30.12.1944                                      | SS-Unterscharführer      | 7./SS-Pz.Rgt. 9                                         |
| Schwarz, Wilfried                  | 14.02.1945                                      | SS-Hauptsturmführer      | Stab 9. SS-Pz.Div. “Hohenstaufen”                       |
| Skalka, Dr. med. Egon              | 14.11.1944                                      | SS-Hauptsturmführer      | 2./San.Abt. [Kdr San.Abt.] 9. SS-Pz.Div. “Hohenstaufen” |
| Spindler, Ludwig                   | 17.09.1944                                      | SS-Sturmbannführer       | I./SS-Pz.Art.Rgt. 9                                     |
| Tammling, Rudolf                   | 19.08.1944                                      | SS-Obersturmführer       | 8./SS-Pz.Rgt. 9                                         |
| Woith, Hans-Joachim                | 23.09.1944                                      | SS-Obersturmbannführer   | SS-Pz.Gren.Rgt. 19                                      |
| Cruz Germânica em Prata            |                                                 |                          |                                                         |
| Hofmann, Bernhard                  | 17.11.1944                                      | SS-Sturmbannführer       | Ib 9. SS-Pz.Div. “Hohenstaufen”                         |
| Honor Roll Clasp of the Heer       |                                                 |                          |                                                         |
| Frank, Robert                      | 15.06.1944                                      | SS-Sturmbannführer       | Kdr. II./SS-Pz.Gren.Rgt. 20                             |
| Kaiser, Wilhelm                    | 25.12.1944                                      | SS-Unterscharführer      | 3./SS-Pz.Aufkl.Abt. 9                                   |
| Vogel, Erich                       | 05.12.1944                                      | SS-Obersturmführer       | 4./SS-Pz.Rgt. 9 “Hohenstaufen”                          |
| Close Combat Clasp in Gold         |                                                 |                          |                                                         |
| Golbs, Herbert                     | 00.00.0000                                      | SS-Oberscharführer       | Zugführer i. d. 16./SS-Pz.Gren.Rgt. 19                  |

## Serviço de Guerra
| Data            | Corpo                      | Exército              | Grupo de Exércitos | Área                   |
| --------------- | -------------------------- | --------------------- | ------------------ | ---------------------- |
| Jan 43 - Abr 43 | formando                   | -                     | D                  | Reims, Ypern           |
| Mai 43 - Ago 43 | formando                   | 15º Exército          | D                  | Ypern                  |
| Set 43 - Dez 43 | formando                   | -                     | D                  | Ypern                  |
| Jan 44 - Fev 44 | Reserva                    | -                     | D                  | Ypern                  |
| Mar 44          | Reserva                    | 19º Exército          | D                  | Sul da França          |
| Abr 44          | XXXXVIII Corpo de Exército | 4º Exército Panzer    | Nordukraine        | Tarnopol               |
| Mai 44 - Jun 44 | Reserva                    | 4º Exército Panzer    | Nordukraine        | Tarnopol               |
| Jul 44          | II Corpo Panzer SS         | Panzergruppe West     | B                  | Normandia              |
| Ago 44          | II Corpo Panzer SS         | 5º Exército Panzer    | B                  | Normandia              |
| Set 44          | reconstruindo              | -                     | B                  | Arnhem                 |
| Out 44 (kgr.)   | II Corpo Panzer SS         | 1. Fallsch. Armee     | B                  | Arnhem                 |
| Nov 44          | reconstruíndo              | BdE                   | -                  | Westfalen              |
| Dez 44          | Reserva                    | 6º Exército Panzer SS | OB West            | Ardennes               |
| Jan 45          | II Corpo Panzer SS         | 6º Exército Panzer SS | B                  | Eifel                  |
| Fev 45 - Mar 45 | não mencionado             | -                     | -                  | movendo para a Hungria |
| Abr 45          | XXII Corpo de Exército     | 2º Exército Panzer    | Süd                | Hungria                |

## Ordem de Batalha
- SS-Panzergrenadier Regiment 19[3]
- SS-Panzergrenadier Regiment 20
- SS-Panzer Regiment 9
- SS-Panzer Artillerie Regiment 9
- SS-Panzer-Aufklärung-Abteilung 9
- SS-Panzerjäger-Abteilung 9
- SS-Flak-Abteilung 9
- SS-Panzer-Pionier-Abteilung 9
- SS-Panzer-Nachrichten-Abteilung 9
- SS-Sturmgeschütz-Abteilung 9
- SS-Beobachtungs-Batterie 9
- SS-Nachschubtruppen 9
- SS-Panzer-Instandsetzungs-Abteilung 9
- SS-Wirtschafts-Battalion 9
- SS-Verwaltungstruppen-Abteilung 9
- SS-Sanitäts-Kompanien 9
- SS-Feldlazarett
- SS-Krankenkraftwagenzug 9
- SS-Feldpostamt 9
- SS-Kriegsberichter-Zug 9
- SS-Feldgendarmerie-Trupp 9
- SS-Feldersatz-Battalion 9
- SS-Ausbildungs-Battalion 9